# Ligardes
 Ligardes  (en occitano Ligardas) es una población y comuna francesa, ubicada en la Región de Occitania, departamento de Gers, en el distrito de Condom y cantón de Lectoure-Lomagne.

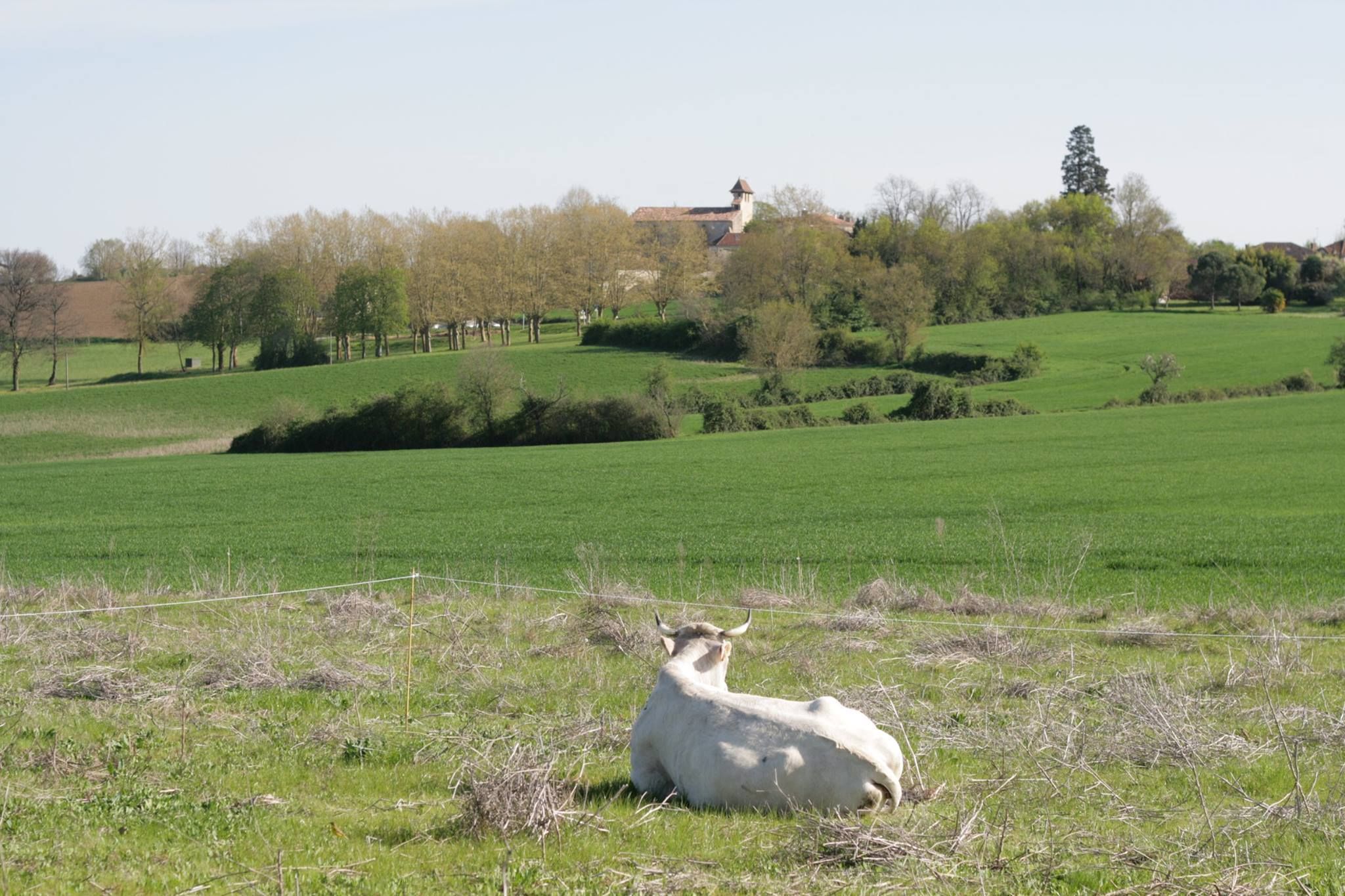
Ligardes

## Demografía
| 303 | 280 | 247 | 261 | 269 | 250 |
| Para los censos de 1962 a 1999 la población legal corresponde a la población sin duplicidades (Fuente: INSEE [Consultar]) |     |     |     |     |     |